# Circonscription de Debarik
La circonscription de Debarik est une des 135 circonscriptions législatives de l'État fédéré Amhara, elle se situe dans la Zone Nord Gonder. Son représentant actuel est Sendequ Ejgu Asayehgn.